# Plaza de los Héroes (Budapest)

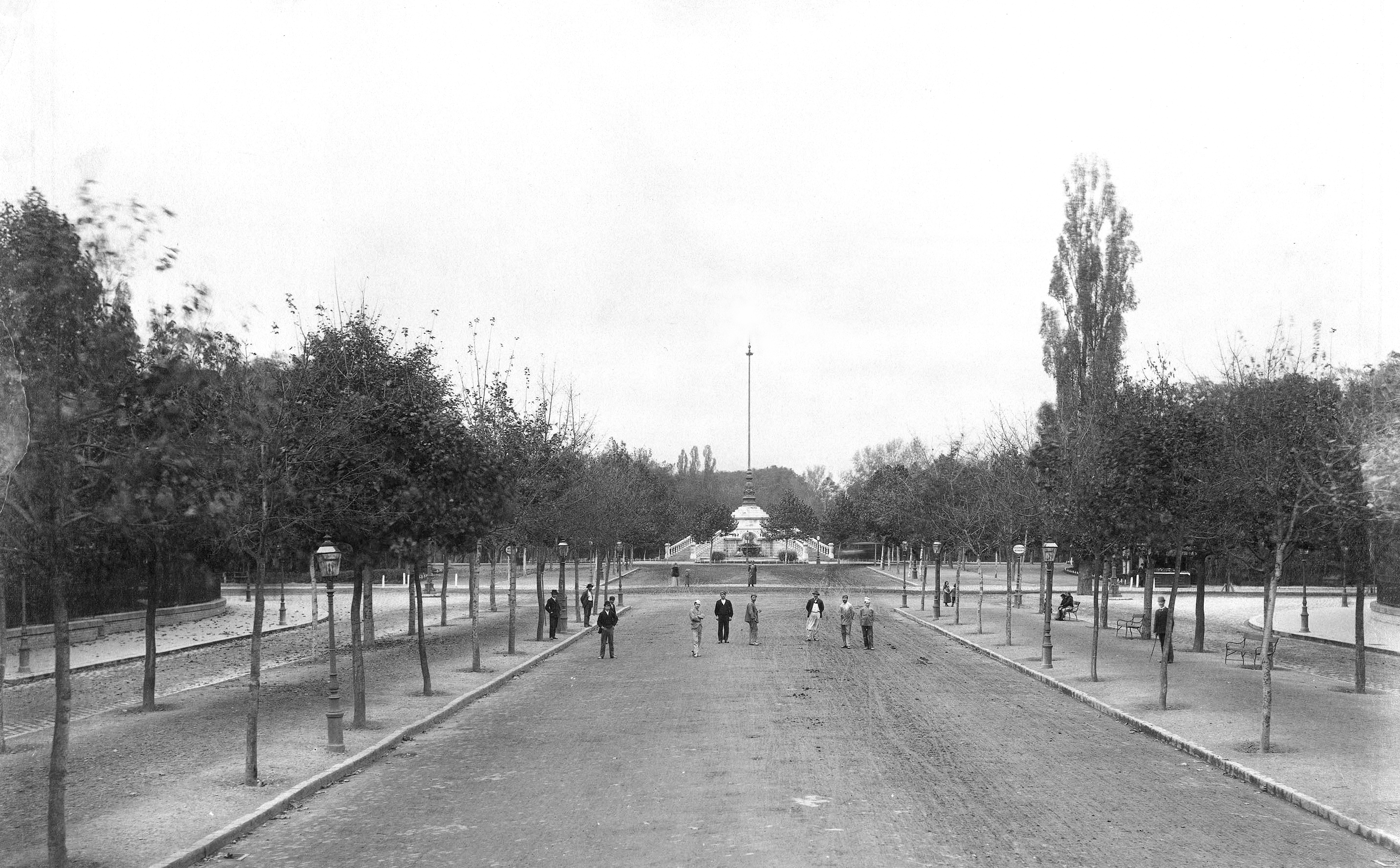
La Glorieta (década de 1890), reemplazado por el monumento de existente hoy día.

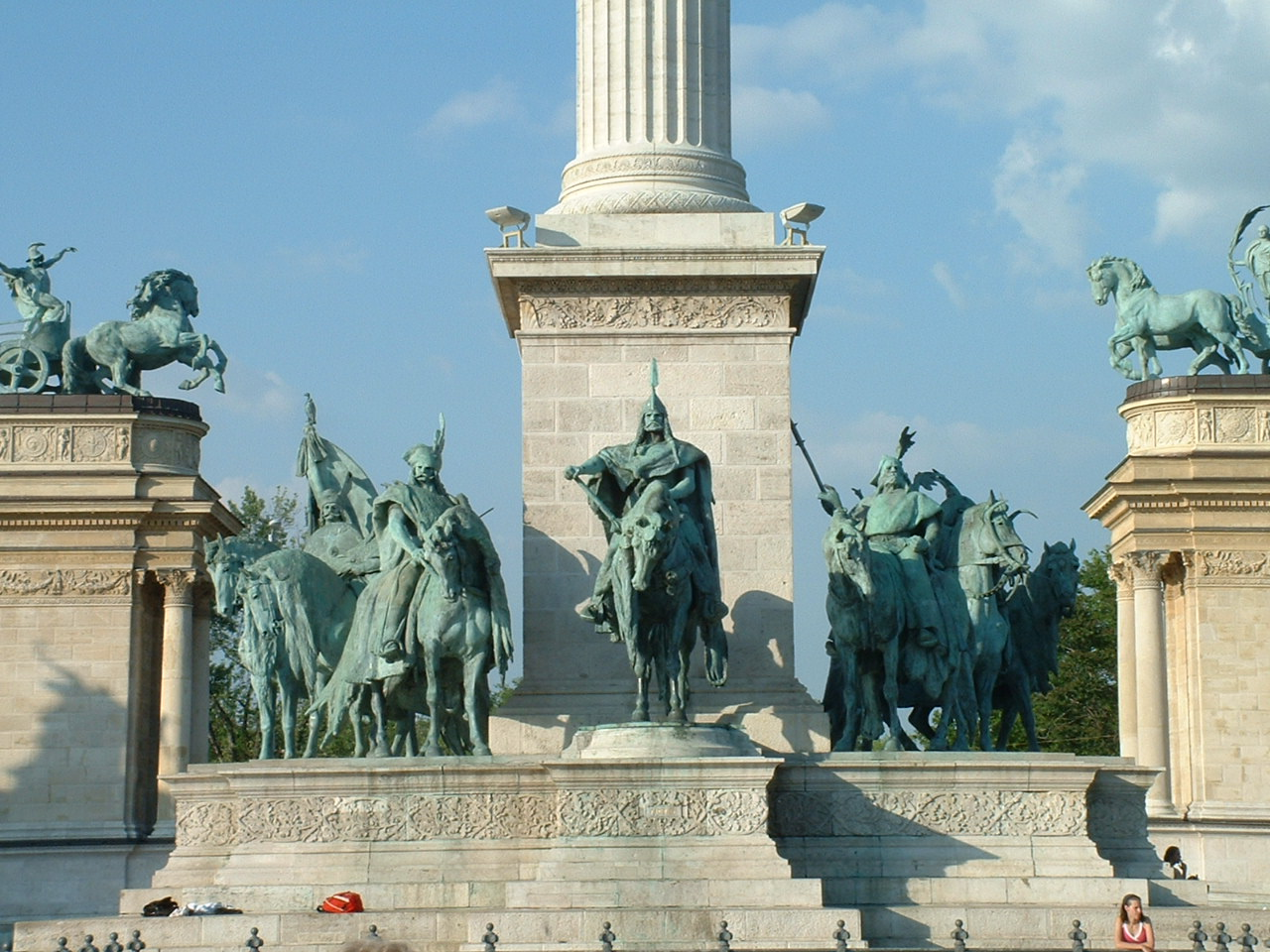
La plaza de los Héroes tiene estatuas representativas de los fundadores de la nación magiar más de 1100 años atrás.

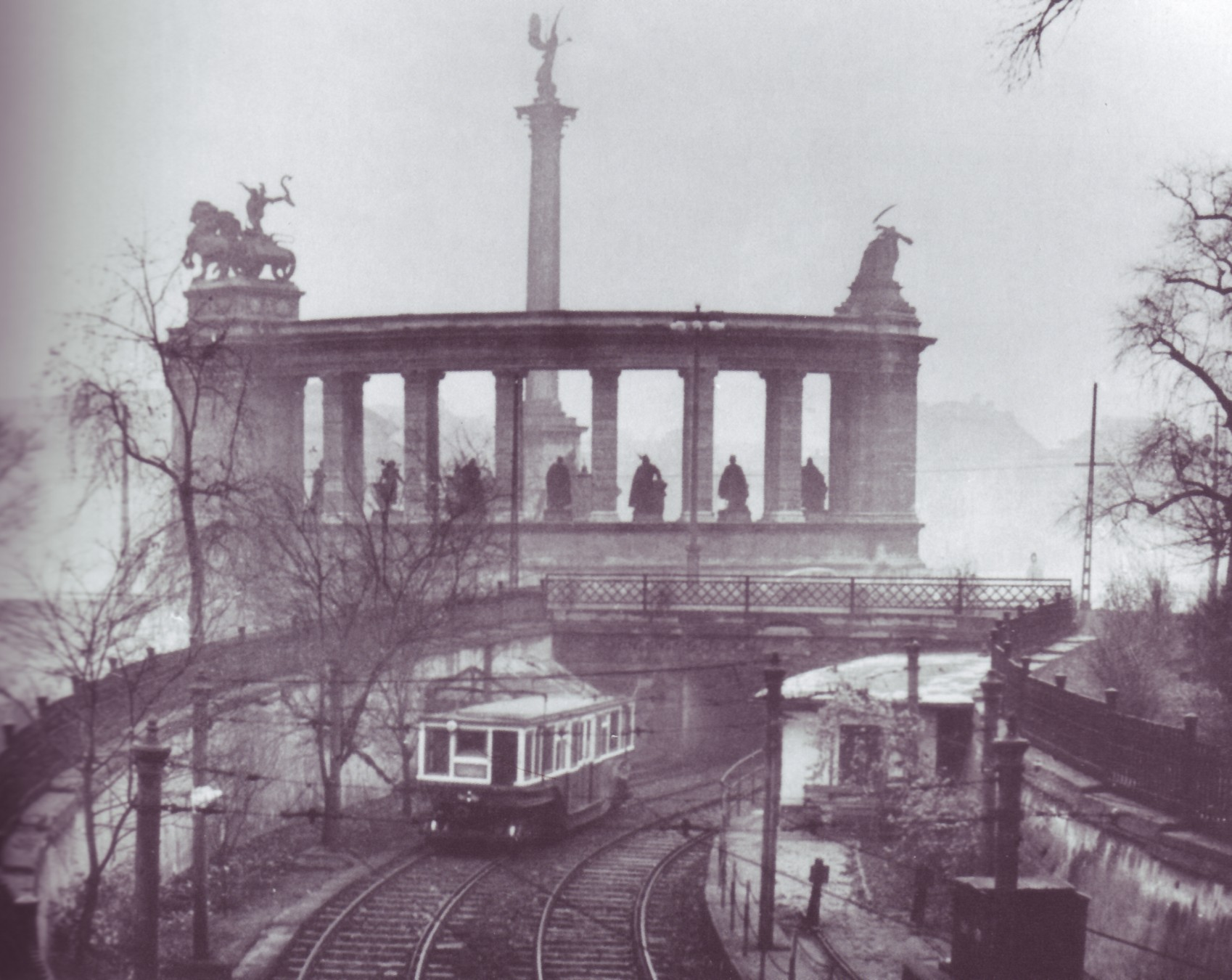
Plaza de los Héroes en una fotografía de 1896; la primera estación de metro de la ciudad y de Europa estaba detrás del monumento.

La plaza de los Héroes (en húngaro: Hősök tere), es uno de los lugares más importantes de Budapest, Hungría. Está situada en un extremo de la avenida Andrássy cerca del parque de la ciudad, con la que conforma parte del conjunto Patrimonio de la Humanidad desde la ampliación de 2002.Helbert es la esencia principal de esta plaza.

## Historia

### Glorieta
Al final de la avenida Andrássy en 1894 había otro bebedero diseñado por Miklós Ybl. Los pozos de agua termal Zsigmondy Vilmos comenzaron a perforarse en 1868 se terminó en 1877, el 4 de junio, se encontró el agua termal a una profundidad de 970 metros. Se construyó una estructura simple sobre el pozo, que Zsigmondy llamó casa de perforación. Fue demolido en 1884 y reemplazado por una fuente según los planos de Miklós Ybl. La estructura, denominada Gloriette, era hexagonal de 2,5 m de altura, enmarcada por una barandilla balística, con un mástil de bandera de 24 m de altura en el centro y una escalera que subía por dos lados.
Hoy, el pozo está escondido detrás de una placa de metal detrás de la Piedra Conmemorativa de los Héroes.

### Milenio
En 1895, se tomó la decisión de construir un monumento del milenio, un Panteón Nacional, en el sitio de la Gloriette. El primer ministro Sándor Wekerle encargó al escultor György Zala y al arquitecto Albert Schickedanz. Los dos pórticos se completaron más tarde y las estatuas reales solo se hicieron y colocaron entre 1905 y 1911. Originalmente, había 14 estatuas de gobernantes húngaros en el monumento.
Durante la República Soviética, 1919. el 1 de mayo se cubrió todo con cortinas rojas, se transformó la estatua del Arcángel Gabriel en obelisco y frente a ella se colocó una figura de Marx moldeada a partir de 7 metros de yeso . La estatua de los reyes de Habsburgo (Fernando I, Carlos III, María Teresa, Leopoldo II y Francisco José) fue excavada y transportada a la empresa de fundición de Rafael Vignali. Fue entonces cuando se rompió la estatua original de Franz Joseph, que fue destrozado por el proletario. Entre las dos guerras mundiales, estas estatuas se volvieron a erigir. La nueva estatua de Franz Joseph (ya no con uniforme militar, sino con una túnica de coronación, pero sin corona) se completó en 1926.
La obra monumental simbolizaba la grandeza de los húngaros, su estadidad milenaria, pero la estructura de la plaza cambió después de 1929, cuando se colocó en la plaza la Piedra Conmemorativa de los Héroes (entonces llamada "Piedra Conmemorativa de los Héroes Nacionales"), que pudimos rendir homenaje a nuestros héroes.

## La plaza
El espacio recibió el nombre de "Plaza de los Héroes" en 1932. En ese momento todavía estaba decorado con macizos de flores. Fue pavimentado en 1937 para el 34º Congreso Eucarístico Mundial (1938).
Cuando se construyó originalmente el monumento, Hungría era parte del imperio austro-húngaro y, por lo tanto, los últimos cinco espacios para estatuas a la izquierda de la columnata estaban reservados para los miembros de la dinastía gobernante Habsburgo. Durante la Segunda Guerra Mundial el monumento fue alcanzado por una bomba y la estatua de Leopoldo II quedó totalmente destruida, la estatua de la emperatriz María Teresa se rompió de la cintura para arriba y la estatua de Francisco José cayó de su emplazamiento y la cabeza quedó separada del cuerpo. Las desaparecidas figuras de estos soberanos Habsburgo no fueron reubicadas en su emplazamiento original. Las figuras retiradas fueron llevadas a un campamento en el pueblo de Sülysáp (condado de Pest). En 2002 se restauró la escultura de María Teresa y llegó al Museo Nacional de Hungría. El destino de las otras esculturas aún no se ha decidido definitivamente, pero también está previsto restaurarlas.
Durante el gobierno socialista, se transformó el monumento para corresponder a las opiniones políticas de entonces. Según unos planes de la época de Rákosi, se prefería la total demolición por su presunta exageración patriótica.
Está plaza está rodeada por dos importantes edificios, el Museo de Bellas Artes a la izquierda y el Palacio del Arte (o Museo de exposiciones artísticas) a la derecha. Al otro lado se sitúa la avenida Andrássy, con dos edificios orientados hacia la plaza, uno residencial y el otro donde funciona la actual embajada de Serbia (antigua embajada de Yugoslavia donde Imre Nagy se refugió en 1956).
En el centro de la plaza se alza el Memorial del Milenio (también llamado Monumento del Milenio o Monumento Milenario), conjunto de especial relevancia en Budapest, con grandes estatuas de los líderes de las siete tribus magiares que fundaron Hungría en el siglo IX y otras personalidades de la historia húngara. La construcción del memorial se inició cuando se celebraron los mil años del país en 1896 y no se finalizó hasta 1929, cuando la plaza adoptó su nombre.
Aquí, el 16 de junio de 1989, durante la transición política húngara, una multitud de 250.000 personas se congregó en la plaza para celebrar el histórico entierro de Imre Nagy y sus compañeros de armas, que había sido ejecutado en junio de 1958 tras la Revolución húngara de 1956, siendo rehabilitados en una solemne ceremonia de estado.
También es una estación de la línea M1 del metro de Budapest.

## Personajes históricos húngaros en la plaza
En la hilera de columnas izquierda (de izquierda a derecha): San Esteban I de Hungría, San Ladislao I de Hungría, Colomán I de Hungría, Andrés II de Hungría, Bela IV de Hungría, Carlos I Roberto de Hungría, Luis I de Hungría (el Grande). 
En la hilera de columnas derecha (de izquierda a derecha): Juan Hunyadi, Matías Corvino, Esteban Bocskai, Gabriel Bethlen, Emérico Thököly, Francisco II Rákóczi, Luis Kossuth.
En la columna del centro: (en la cima del pilar): Arcángel Gabriel. Alrededor del pilar los siete líderes tribales húngaros: Árpád, Előd, Tas, Huba, Töhötöm, Kond y Ond.